# Ted Lasso
Ted Lasso ist eine US-amerikanische Comedyserie, die seit 2020 auf dem Streamingdienst Apple TV+ veröffentlicht wurde. Die von Bill Lawrence, Jason Sudeikis, Brendan Hunt und Joe Kelly geschaffene Serie umfasst insgesamt drei Staffeln. Sie handelt von einem optimistischen College-Football-Trainer, der unerwartet als Fußballtrainer in England anheuert. Trotz seines Mangels an Fachkenntnissen im Fußball gewinnt er das Vertrauen seines Teams und seiner Umgebung durch seinen unerschütterlichen Glauben an das Gute in den Menschen. Die Serie basiert auf einer Figur, die Sudeikis 2013 für eine Werbekampagne von NBC Sports entwickelte. Ted Lasso erhielt mehrere Auszeichnungen, darunter elf Emmys, inklusive Auszeichnungen für die beste Comedyserie und für Sudeikis als besten Hauptdarsteller.
Im August 2024 wurde eine 4. Staffel der Serie bestellt.

## Handlung
Der amerikanische College-Football-Trainer Ted Lasso wird als Trainer des fiktiven AFC Richmond, einer mittelmäßigen englischen Premier-League-Mannschaft, rekrutiert, obwohl er keine Erfahrung im Fußball hat. Im Verlauf der Serie versucht er, das Vertrauen der zynischen Spieler und skeptischen Fans zu gewinnen. Ted konfrontiert Herausforderungen in der Teamdynamik und im Umgang mit persönlichen Konflikten, während er gleichzeitig seine positive Einstellung und seinen unerschütterlichen Glauben an die Menschen beibehält. Seine unkonventionellen Coaching-Methoden führen zu unvorhersehbaren Ergebnissen und tragen zur Entwicklung der Charaktere sowohl auf als auch neben dem Platz bei. Die Serie behandelt Themen wie Freundschaft, Zusammenhalt und die Überwindung von Widrigkeiten, während sie die Entwicklung des Teams und Teds Beziehung zu den Menschen um ihn herum zeigt.

## Besetzung und Synchronisation

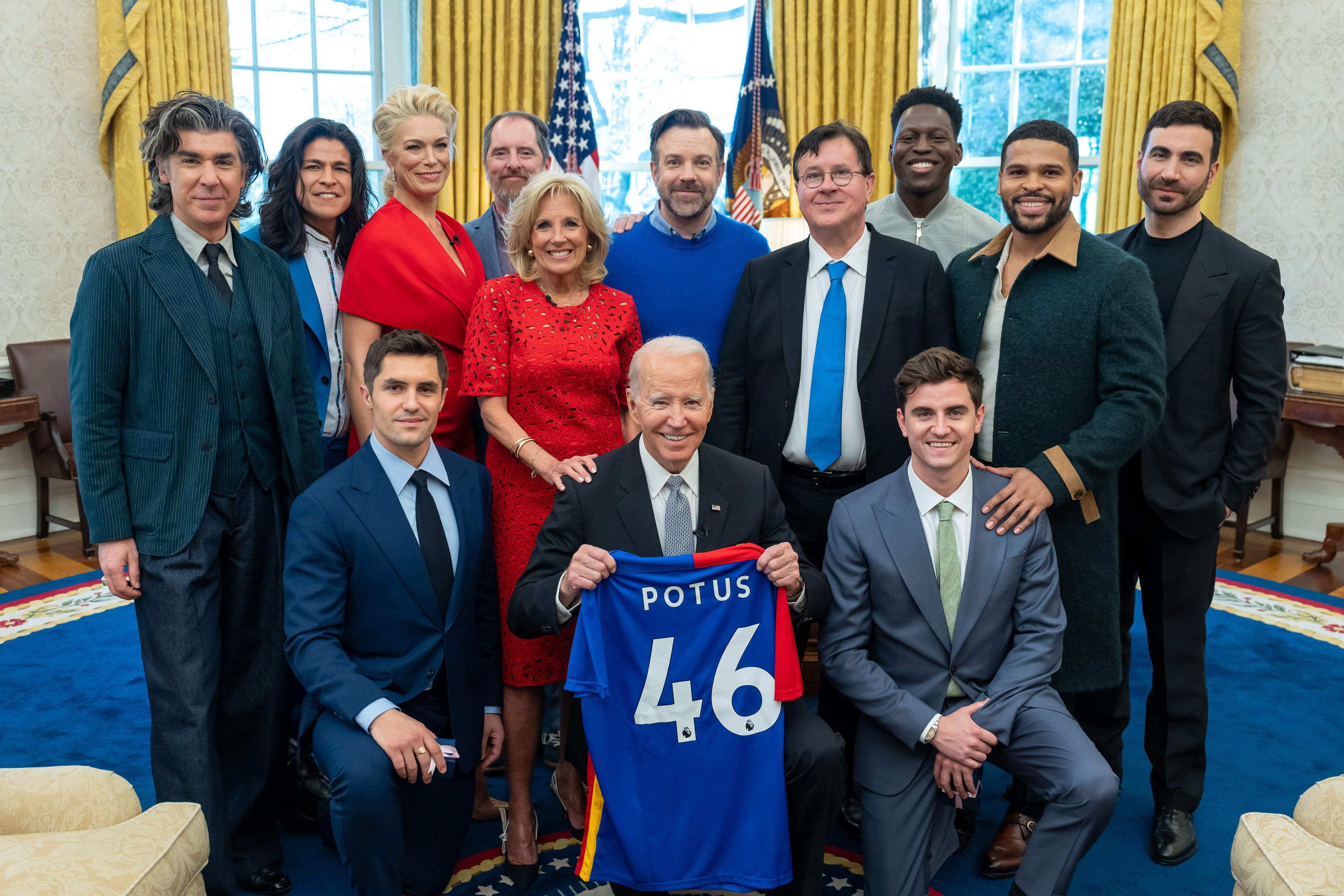
Die Besetzung von Ted Lasso mit Jill und Joe Biden (2023)

| Rollenname            | Schauspieler       | Hauptrolle | Nebenrolle                                                                                               | Synchronsprecher   |
| --------------------- | ------------------ | ---------- | --- | ------------------ |
| Ted Lasso             | Jason Sudeikis     | 1.01–      | | Norman Matt        |
| Rebecca Welton        | Hannah Waddingham  | 1.01–      | | Madeleine Stolze   |
| Leslie Higgins        | Jeremy Swift       | 1.01–      | | Manfred Trilling   |
| Jamie Tartt           | Phil Dunster       | 1.01–3.12  | | Felix Mayer        |
| Roy Kent              | Brett Goldstein    | 1.01–      | | Dirk Meyer         |
| Coach Beard (Willis)  | Brendan Hunt       | 1.01–      | | Alexander Brem     |
| Nathan Shelley        | Nick Mohammed      | 1.01–3.12  | | Pascal Fligg       |
| Keeley Jones          | Juno Temple        | 1.01–      | | Anna Ewelina       |
| Dr. Sharon Fieldstone | Sarah Niles        | 2.01–2.12  | 3.01, 3.03, 3.12                                                                                         | Angela Wiederhut   |
| Rupert Mannion        | Anthony Head       | 3.01–3.12  | 1.04, 1.08–1.10, 2.10, 2.12                                                                              | Matthias Klie      |
| Sam Obisanya          | Toheeb Jimoh       | 3.01–3.12  | 1.01–2.08, 2.10–2.12                                                                                     | Kevin Iannotta     |
| Dani Rojas            | Cristo Fernández   | 3.01–3.12  | 1.06–2.08, 2.10–2.12                                                                                     | Karim El Kammouchi |
| Isaac McAdoo          | Kola Bokinni       | 3.01–3.12  | 1.01–2.08, 2.10–2.12                                                                                     | Pirmin Sedlmeir    |
| Colin Hughes          | Billy Harris       | 3.01–3.12  | 1.01–2.08, 2.10–2.12                                                                                     | Maximilian Belle   |
| Trent Crimm           | James Lance        | 3.02–3.12  | 1.01–1.03, 1.06, 1.09–2.01, 2.03, 2.07, 2.12                                                             | Markus Pfeiffer    |
| Richard Montlaur      | Stephen Manas      |            | 1.01–2.08, 2.10–3.12                                                                                     | Benedikt Gutjan    |
| Baz                   | Adam Colborne      |            | 1.01, 1.03, 1.05–1.06, 1.08–1.10, 2.02–2.03, 2.06, 2.08–2.09, 2.11–2.12, 3.02–3.05, 3.07–3.09, 3.11–3.12 | Felix Auer         |
| Jeremy                | Bronson Webb       |            | 1.01, 1.03, 1.05–1.06, 1.08–1.10, 2.02–2.03, 2.06, 2.08–2.09, 2.11–2.12, 3.02–3.05, 3.07–3.09, 3.11–3.12 | Benjamin Krause    |
| Paul                  | Kevin Garry        |            | 1.01, 1.03, 1.05–1.06, 1.08–1.10, 2.02–2.03, 2.06, 2.08–2.09, 2.11–2.12, 3.02–3.05, 3.07–3.09, 3.11–3.12 | Pat Zwingmann      |
| Lloyd                 | Lloyd Griffith     |            | 1.01, 1.07, 1.09, 2.02–2.03, 2.06, 2.08, 2.12–3.01, 3.03–3.04, 3.09, 3.11–3.12                           | Wolfgang Haas      |
| George Cartrick       | Bill Fellows       |            | 1.01, 2.02–2.03, 2.05, 2.12, 3.03, 3.08–3.10, 3.12                                                       | Matthias Kupfer    |
| Mae                   | Annette Badland    |            | 1.02, 1.05–1.06, 1.08–2.02, 2.06–2.09, 2.11–2.12, 3.02–3.05, 3.07–3.12                                   | Angelika Bender    |
| Arlo White            | Arlo White         |            | 1.02, 1.04–1.05, 1.07, 1.10–2.01, 2.03, 2.06, 2.08–2.09, 2.11–2.12, 3.02–3.05, 3.07–3.09, 3.11–3.12      | Gerd Meyer         |
| Chris Powell          | Chris Powell       |            | 1.02, 1.05, 1.07, 1.10–2.01, 2.03, 2.06, 2.08, 2.11–2.12, 3.02–3.05, 3.07, 3.09, 3.11–3.12               | Alexander Wohnhaas |
| Phoebe                | Elodie Blomfield   |            | 1.03, 1.09, 2.01–2.04, 2.08, 3.01, 3.10, 3.12                                                            | Zoe Durakovic      |
| Bex                   | Keeley Hazell      |            | 1.04, 1.08, 1.10, 2.10, 3.03–3.04, 3.11                                                                  | Regina Beckhaus    |
| Henry Lasso           | Gus Turner         |            | 1.05, 1.07, 1.10, 2.04, 2.10–2.11, 3.01, 3.03, 3.05, 3.08, 3.12                                          |                    |
| Henry Lasso           | Grant Feely        |            | |                    |
| Michelle Lasso        | Andrea Anders      |            | 1.05, 1.07, 2.04, 3.03–3.05, 3.08–3.09, 3.12                                                             | Stephanie Kellner  |
| Thierry Zoreaux       | Moe Jeudy-Lamour   |            | 1.06–2.08, 2.10–3.12                                                                                     | Olivier Thomazo    |
| Flo „Sassy“ Collins   | Ellie Taylor       |            | 1.07–1.08, 2.03, 2.10, 3.03–3.04, 3.06, 3.12                                                             | Natascha Geisler   |
| Will Kitman           | Charlie Hiscock    |            | 1.10–2.08, 2.11–3.12                                                                                     |                    |
| Moe Bumbercatch       | Moe Hashim         |            | 2.01–3.12                                                                                                |                    |
| Jan Maas              | David Elsendoorn   |            | 2.01–2.08, 2.10–3.03                                                                                     |                    |
| Jade                  | Edyta Budnik       |            | 2.05, 3.04–3.05, 3.07–3.12                                                                               | Carolin Hartmann   |
| Zava                  | Maximilian Osinski |            | 3.02–3.05                                                                                                |                    |
| Jack Danvers          | Jodi Balfour       |            | 3.04–3.05, 3.07–3.08                                                                                     |                    |

## Ausstrahlung
Die Serie hatte am 14. August 2020 Weltpremiere und wird exklusiv auf dem Streamingdienst Apple TV+ gezeigt. Im August 2020 wurde die Serie um eine zweite und im Oktober 2020 um eine dritte Staffel verlängert. Die zweite Staffel startete am 23. Juli 2021, die dritte am 15. März 2023. Im März 2025 wurde eine vierte Staffel der Serie bestellt.

## Episodenliste

### Übersicht
| Staffel | Episodenanzahl | Weltweite Erstveröffentlichung | Weltweite Erstveröffentlichung |
| Staffel | Episodenanzahl | Premiere                       | Finale                         |
| ------- | -------------- | ------------------------------ | ------------------------------ |
| 1       | 10             | 14. August 2020                | 2. Oktober 2020                |
| 2       | 12             | 23. Juli 2021                  | 8. Oktober 2021                |
| 3       | 12             | 15. März 2023                  | 31. Mai 2023                   |

### Staffel 1 (2020)
| Nr. (ges.) | Nr. (St.) | Deutscher Titel             | Originaltitel                | Regie          | Drehbuch                                                | Weltweite Premiere |
| ---------- | --------- | --------------------------- | ---------------------------- | -------------- | ------------------------------------------------------- | ------------------ |
| 1          | 1         | Der Mann aus Kansas         | Pilot                        | Tom Marshall   | Jason Sudeikis, Bill Lawrence, Brendan Hunt & Joe Kelly | 14. Aug. 2020      |
| 2          | 2         | Süßigkeiten                 | Biscuits                     | Zach Braff     | Brendan Hunt, Jason Sudeikis & Joe Kelly                | 14. Aug. 2020      |
| 3          | 3         | Trent Crimm, Reporterkönig  | Trent Crimm: The Independent | Tom Marshall   | Jane Becker                                             | 14. Aug. 2020      |
| 4          | 4         | Für die Kinder              | For the Children             | Tom Marshall   | Jamie Lee                                               | 21. Aug. 2020      |
| 5          | 5         | Bikinistreifen              | Tan Lines                    | Elliot Hegarty | Brett Goldstein                                         | 28. Aug. 2020      |
| 6          | 6         | Zwei Asse                   | Two Aces                     | Elliot Hegarty | Bill Wrubel                                             | 4. Sep. 2020       |
| 7          | 7         | Rebecca ganz groß           | Make Rebecca Great Again     | Declan Lowney  | Joe Kelly, Brendan Hunt & Jason Sudeikis                | 11 Sep. 2020       |
| 8          | 8         | Die Diamond Dogs            | The Diamond Dogs             | Declan Lowney  | Leann Bowen                                             | 18. Sep. 2020      |
| 9          | 9         | Abbitte                     | All Apologies                | MJ Delaney     | Phoebe Walsh                                            | 25. Sep. 2020      |
| 10         | 10        | Die Hoffnung bringt dich um | The Hope that Kills You      | MJ Delaney     | Joe Kelly, Brendan Hunt & Jason Sudeikis                | 2. Okt. 2020       |

### Staffel 2 (2021)
| Nr. (ges.) | Nr. (St.) | Deutscher Titel                  | Originaltitel                    | Regie         | Drehbuch                   | Weltweite Premiere |
| ---------- | --------- | -------------------------------- | -------------------------------- | ------------- | -------------------------- | ------------------ |
| 11         | 1         | Mach’s gut, Earl                 | Goodbye Earl                     | Declan Lowney | Brendan Hunt               | 23. Jul. 2021      |
| 12         | 2         | Lavendel                         | Lavender                         | Declan Lowney | Leann Bowen                | 30. Jul. 2021      |
| 13         | 3         | Das Richtige tun                 | Do the Right-est Thing           | Ezra Edelman  | Ashley Nicole Black        | 6. Aug. 2021       |
| 14         | 4         | Glockengesang                    | Carol of the Bells               | Declan Lowney | Joe Kelly                  | 13. Aug. 2021      |
| 15         | 5         | Regenbogen                       | Rainbow                          | Erica Dunton  | Bill Wrubel                | 20. Aug. 2021      |
| 16         | 6         | Das Zeichen                      | The Signal                       | Erica Dunton  | Brett Goldstein            | 27. Aug. 2021      |
| 17         | 7         | Kopfsache                        | Headspace                        | Matt Lipsey   | Phoebe Walsh               | 3. Sep. 2021       |
| 18         | 8         | Man City                         | Man City                         | Matt Lipsey   | Jamie Lee                  | 10. Sep. 2021      |
| 19         | 9         | Beards Feierabend                | Beard After Hours                | Sam Jones     | Brett Goldstein, Joe Kelly | 17. Sep. 2021      |
| 20         | 10        | Keine Hochzeit und ein Todesfall | No Weddings and a Funeral        | MJ Delaney    | Jane Becker                | 24. Sep. 2021      |
| 21         | 11        | Nachtzug nach Royston            | Midnight Train to Royston        | MJ Delaney    | Sasha Garron               | 1. Okt. 2021       |
| 22         | 12        | Die umgedrehte Erfolgspyramide   | Inverting the Pyramid of Success | Declan Lowney | Jason Sudeikis             | 8. Okt. 2021       |

### Staffel 3 (2023)
| Nr. (ges.) | Nr. (St.) | Deutscher Titel             | Originaltitel                   | Regie            | Drehbuch                                 | Weltweite Premiere |
| ---------- | --------- | --------------------------- | ------------------------------- | ---------------- | ---------------------------------------- | ------------------ |
| 23         | 1         | Smells Like Mean Spirit     | Smells Like Mean Spirit         | MJ Delaney       | Leann Bowen                              | 15. Mrz. 2023      |
| 24         | 2         | Ich will nicht zu Chelsea   | (I Don’t Want to Go to) Chelsea | MJ Delaney       | Sasha Garron                             | 22. Mrz. 2023      |
| 25         | 3         | 4-5-1                       | 4-5-1                           | Destiny Ekaragha | Bill Wrubel                              | 29. Mrz. 2023      |
| 26         | 4         | Das große Spiel             | Big Week                        | Destiny Ekaragha | Brett Goldstein                          | 05. Apr. 2023      |
| 27         | 5         | Zeichen                     | Signs                           | Matt Lipsey      | Jamie Lee                                | 12. Apr. 2023      |
| 28         | 6         | Sonnenblumen                | Sunflowers                      | Matt Lipsey      | Joe Kelly, Jason Sudeikis & Brendan Hunt | 19. Apr. 2023      |
| 29         | 7         | Sehr verbunden              | The Strings That Bind Us        | Matt Lipsey      | Phoebe Walsh                             | 26. Apr. 2023      |
| 30         | 8         | Vergiss Paris               | We’ll Never Have Paris          | Erica Dunton     | Keeley Hazell & Dylan Marron             | 3. Mai 2023        |
| 31         | 9         | Eine Umkleide voller Narren | La Locker Room Aux Folles       | Erica Dunton     | Chuck Hayward                            | 10. Mai 2023       |
| 32         | 10        | Spielpause                  | International Break             | Matt Lipsey      | Jane Becker                              | 17. Mai 2023       |
| 33         | 11        | Mom City                    | Mom City                        | Declan Lowney    | Joe Kelly, Brendan Hunt & Jason Sudeikis | 24. Mai 2023       |
| 34         | 12        | Bis dann, macht’s gut!      | So Long, Farewell               | Declan Lowney    | Brendan Hunt, Joe Kelly & Jason Sudeikis | 31. Mai 2023       |

## Auszeichnungen (Auswahl)
Ted Lasso gewann in den Jahren 2021 und 2022 insgesamt elf Emmys, darunter für die beste Comedyserie und für Jason Sudeikis (Titelheld) als besten Hauptdarsteller in einer Comedyserie. Der Hauptdarsteller gewann auch jeweils zwei Golden Globe Awards und Screen Actors Guild Awards.
Primetime Emmy Awards
- 2021: Auszeichnung für Beste Comedy-Serie
- 2021: Auszeichnung für Bester Hauptdarsteller in einer Comedy-Serie für Jason Sudeikis
- 2021: Auszeichnung für Beste Nebendarstellerin in einer Comedy-Serie für Hannah Waddingham
- 2021: Auszeichnung für Bester Nebendarsteller in einer Comedy-Serie für Brett Goldstein
- 2022: Auszeichnung für Beste Comedy-Serie
- 2022: Auszeichnung für Bester Hauptdarsteller in einer Comedy-Serie für Jason Sudeikis
- 2022: Auszeichnung für Bester Nebendarsteller in einer Comedy-Serie für Brett Goldstein

Critics' Choice Awards
- 2021: Auszeichnung für Beste Comedy-Serie
- 2021: Auszeichnung für Bester Schauspieler in einer Comedy-Serie für Jason Sudeikis
- 2021: Auszeichnung für Beste Nebendarstellerin in einer Comedy-Serie für Hannah Waddingham
- 2022: Auszeichnung für Beste Comedy-Serie
- 2022: Auszeichnung für Bester Schauspieler in einer Comedy-Serie für Jason Sudeikis
- 2022: Auszeichnung für Beste Nebendarstellerin in einer Comedy-Serie für Hannah Waddingham
- 2022: Auszeichnung für Bester Nebendarsteller in einer Comedy-Serie für Brett Goldstein

Golden Globe Awards
- 2021: Nominierung für Beste TV-Serie – Comedy oder Musical
- 2021: Auszeichnung für Beste Leistung eines Schauspielers in einer Serie –  Comedy oder Musical für Jason Sudeikis
- 2022: Nominierung für Beste TV-Serie – Comedy oder Musical
- 2022: Auszeichnung für Beste Leistung eines Schauspielers in einer Serie –  Comedy oder Musical für Jason Sudeikis

Producers Guild of America Awards
- 2021: Nominierung für Beste Produzentenleistung bei einer Comedy-Serie
- 2022: Auszeichnung für Beste Produzentenleistung bei einer Comedy-Serie

Screen Actors Guild Awards
- 2021: Nominierung für Bestes Ensemble in einer Comedy-Serie
- 2021: Auszeichnung für Bester Schauspieler in einer Comedy-Serie für Jason Sudeikis
- 2022: Auszeichnung für Bestes Ensemble in einer Comedy-Serie
- 2022: Auszeichnung für Bester Schauspieler in einer Comedy-Serie für Jason Sudeikis

Writers Guild of America Award
- 2021: Auszeichnung in der Kategorie Comedy-Serie
- 2021: Auszeichnung in der Kategorie Neue Serie
- 2021: Nominierung in der Kategorie Comedy-Episode (für die Episode „Pilot“, Staffel 1 Episode 1)
- 2022: Nominierung in der Kategorie Comedy-Serie